# 8870 von Zeipel
8870 von Zeipel là một tiểu hành tinh được phát hiện ngày 6 tháng 3 năm 1992. Nó được đặt theo tên Edvard Hugo von Zeipel.